# Allium brevidentatum
Allium brevidentatum — вид рослин з родини амарилісових (Amaryllidaceae); ендемік китайської провінції Шаньдун.

## Опис
Цибулина зазвичай поодинока, циліндрична; оболонка коричнева, блідо-коричнева всередині. Листки лінійні, довші стеблини, завширшки 2–3 мм, плоскі. Стеблина 20–30 см, циліндрична, слабокутаста біля верхівки. Зонтик нещільний. Оцвітина блідо-жовтувато-зелена; зовнішні сегменти довгасті, човноподібні, ≈ 5 мм; внутрішні довгасті, ≈ 5.5 мм. Період цвітіння: липень.

## Поширення
Ендемік Китаю — центрального Шаньдуну.
Населяє сонячні схили.